# Chiba Monorail
A Chiba Monorail Chiba Urban Monorail (千葉都市モノレール; Hepburn: Chiba Toshi Monorēru) városi függővasúthálózat Csiba városában, Japánban. Több mint 15 km hosszú, kétvágányú, két vonalból áll. Ma ez a leghosszabb ilyen rendszer a világon. A vonalat a Chiba Urban Monorail Co., Ltd üzemelteti, központja Csibában van. Tizenöt állomás található rajta. 1988-ban nyílt meg. Napjainkban naponta több mint 40 000 utas használja. A vonatok 1500 V feszültséggel üzemelnek.

## Vonalak

### 1-es vonal
A Chiba-Minato és a Kenchō-mae állomásokat köti össze, hossza 3,2 km.
Állomásai:
- Chiba-Minato
- Shiyakusho-mae
- Chiba
- Sakaechō
- Yoshikawa-kōen
- Kenchō-mae

### 2-es vonal
A Chiba és a Chishiro-dai állomásokat köti össze, hossza 12 km.
Állomásai:
- Chiba
- Chiba-kōen
- Sakusabe
- Tendai
- Anagawa
- Sports Center
- Dōbutsu-kōen
- Mitsuwadai
- Tsuga
- Sakuragi
- Oguradai
- Chishirodai Kita
- Chishiro-dai